# 奧焦爾內 (斯摩棱斯克州)
奥焦尔内（羅馬化：Ozyornyy）是俄罗斯斯摩棱斯克州的市级镇，为该州杜霍夫希纳区最大聚居地。地处斯摩棱斯克州北部，位于西德维纳河流域阿尔扎季河（Аржать）河畔，在区行政中心杜霍夫希纳北、州府斯摩棱斯克东北方，靠近斯摩棱斯克州与特维尔州的州界。
该地2022年人口有5,169人；2010年人口5,933；2002年人口6,380；1989年人口6,829。